# أولاد سيدي عبد الحاكم (أولاد سيدي عبد الحاكم)
أولاد سيدي عبد الحاكم هي إحدى مشيخات المملكة المغربية، تتبع جغرافيا لإقليم جرادة وإداريًا لأولاد سيدي عبد الحاكم. يقدر عدد سكانها بـ 1179 نسمة حسب الإحصاء الرسمي للسكان والسكنى لسنة 2004.